# 圣米歇尔德沙布里亚努
圣米歇尔-德沙布里亚努（法語：Saint-Michel-de-Chabrillanoux，法語發音：[sɛ̃ miʃɛl də ʃabʁijanu]）是法国阿尔代什省的一个市镇，属于普里瓦区。

## 地理
圣米歇尔-德沙布里亚努（44°50'22"N, 4°36'9"E）面积12.14 平方千米，位于法国奥弗涅-罗讷-阿尔卑斯大区阿尔代什省，该省份为法国东南部内陆省份，北起顺时针与卢瓦尔省、伊泽尔省、德龙省、沃克吕兹省、加尔省、洛泽尔省和上盧瓦爾省接壤。
与圣米歇尔-德沙布里亚努接壤的市镇（或旧市镇、城区）包括：埃里约河畔迪尼耶尔、埃里约河畔莱索利耶尔、圣莫里斯昂沙朗孔、圣索沃尔德蒙塔居、锡亚克。
圣米歇尔-德沙布里亚努的时区为UTC+01:00、UTC+02:00（夏令时）。

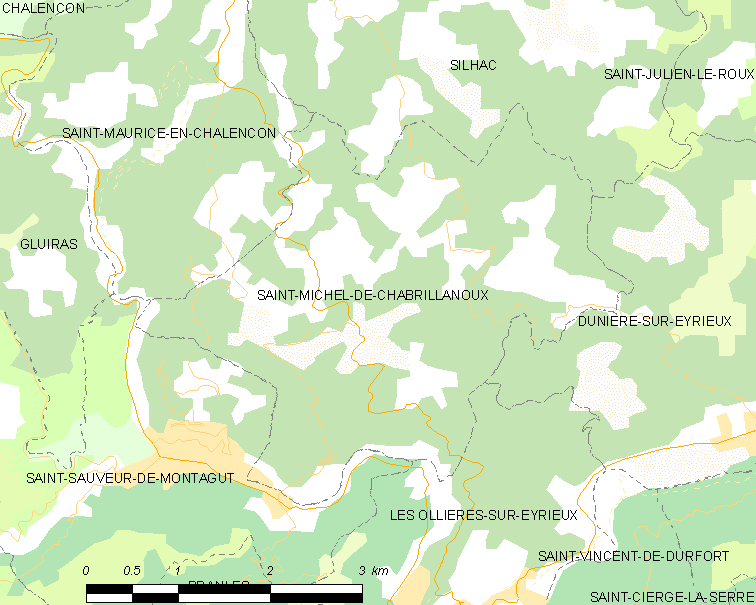
圣米歇尔-德沙布里亚努的OSM定位图

## 行政
圣米歇尔-德沙布里亚努的邮政编码为07360，INSEE市镇编码为07278。

## 政治
圣米歇尔-德沙布里亚努所属的省级选区为上埃里约县。

## 人口
圣米歇尔-德沙布里亚努于2022年1月1日时的人口数量为405人。

1962-2008年间圣米歇尔-德沙布里亚努人口变化图示